# Кивимяки, Тойво
Тойво Микаэль Кивимяки (фин. Toivo Mikael Kivimäki; 5 июня 1886, Тарвасйоки, Або-Бьёрнеборгская губерния — 6 мая 1968, Хельсинки) — финский государственный и политический деятель, член Национальной прогрессивной партии, премьер-министр Финляндии в 1932—1936, посланник Финляндии в Берлине в 1940—1944, профессор гражданского права в Хельсинкском университете в 1931—1956.

## Биография
По образованию юрист, окончил Хельсинкский университет, впоследствии работал в нём, был профессором кафедры гражданского права, а с 1931 по 1936 — деканом факультета. Избирался в парламент Финляндии от Национальной Прогрессивной партии, с декабря 1928 по август 1929 был министром внутренних дел в кабинете О.Мантере, с марта 1931 по декабрь 1932 — министром юстиции в кабинете Ю.Сунила.
С декабря 1932 по октябрь 1936 был премьер-министром в коалиционном правительстве Финляндии (куда входили представители Национальной Прогрессивной партии, Национальной Коалиционной партии и Шведской народной партии). Срок его премьерства (почти четыре года) был наиболее продолжительным за всю историю Финляндии до 1985. Во время своего пребывания в должности премьера ориентировался на сотрудничество с другими скандинавскими странами.
Через две недели после подписания мирного договора между Финляндией и СССР после Зимней войны, в марте 1940 года Кивимяки был назначен послом в Берлине, и в этой должности пребывал до разрыва дипломатических отношений Финляндии с Германией 2 сентября 1944.
В декабре 1940 Кивимяки баллотировался на пост президента страны, наряду с Р.Рюти, но проиграл выборы. В последние месяцы своего пребывания в Берлине Кивимяки всё менее следовал директивам президента Рюти. В частности, подписание пакта Рюти-Риббентропа 26 июня 1944 в Хельсинки проходило без участия Кивимяки. После окончания Советско-финской войны (1941—1944) по настоянию советской стороны был предан суду в качестве военного преступника и 21 февраля 1945 приговорен к пяти годам лишения свободы.
После заключения Договора о дружбе между Финляндией и Советским Союзом в 1948 был амнистрирован тогдашним президентом Финляндии Юхо Паасикиви. После освобождения не занимался политикой, с 1948 по 1956 работал профессором гражданского права в Хельсинкском университете.